# Communauté de communes de Gambsheim-Kilstett
La Communauté de communes de Gambsheim-Kilstett est une ancienne intercommunalités située dans le département du Bas-Rhin et la région Alsace ; elle comptait 2 communes membres.

## Historique
La communauté de communes de Gambsheim-Kilstett a été créée le 31 décembre 1996.
Le 1er janvier 2014 elle fusionne avec 3 intercommunalités voisines pour former la Communauté de communes du pays Rhénan

## Composition
- Gambsheim (4 délégués)

- Kilstett (4 délégués)

## Administration
La communauté de Gambsheim-Kilstett avait son siège à Gambsheim. Son dernier président est Hubert Hoffmann, maire de Gambsheim.